# Lutz Schnürer
Lutz Schnürer (* 17. Dezember 1963) ist ein ehemaliger deutscher Fußballspieler. Der Stürmer agierte in seiner Laufbahn unter anderem für den FC Vorwärts Frankfurt sowie den 1. FC Saarbrücken.

## Laufbahn
Lutz Schnürer stammt aus dem Nachwuchsbereich der BSG Chemie PCK Schwedt, von der er Mitte der achtziger Jahre in die DDR-Liga zu Lok/Armaturen Prenzlau sowie Stahl Eisenhüttenstadt wechselte. Schnürer schloss mit 17 Treffern in der Spielzeit 1984/85 die Torschützenliste ab und wurde im Anschluss in die DDR-Oberliga zum FC Vorwärts Frankfurt delegiert.
Beim sechsfachen DDR-Meister konnte sich Schnürer auf Anhieb als Stammspieler durchsetzen, Frankfurt agierte nach Abgängen von Lutz Otto und Frieder Andrich jedoch nur noch im Abstiegskampf. 1988 wechselte Schnürer zum HFC Chemie, den er nach nur einer Spielzeit wieder verließ. Der im Anschluss erfolgte Wechsel zum 1. FC Saarbrücken ist als einer der ersten deutsch-deutschen Transfers anzusehen, der im Schatten des Wechsels von Andreas Thom zu Bayer 04 Leverkusen in den Medien kaum Beachtung fand.
In Saarbrücken schaffte Schnürer den Durchbruch nicht mehr und beendete 1992 seine Laufbahn.

## Statistik
- DDR-Oberliga: 101 Spiele (38 Tore)
- 2. Fußball-Bundesliga: 10 Spiele (0 Tore)